# Карасор (озеро, Павлодарская область)
Карасор (каз. Қарасор) — пресное озеро в Майском районе Павлодарской области, Казахстан.
Расположено в западной части Майского района, в 25 км к юго-западу от села Жумыскер. Карасор — одно из крупнейших озер района. В озере обитают рачки артемии и карась.

## География

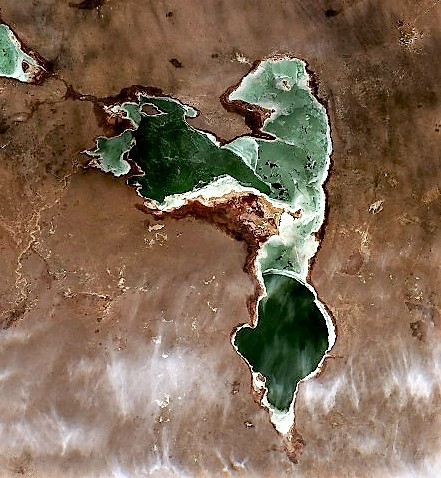
Снимок озера Sentinel-2 в ноябре 2021 г.

Карасор — бессточное озеро Казахского мелкосопочника, находится в 33 км от Иртыша. Плоащдь озера 28,35 км², длина — 9,3 км, ширина — 6 км, длина береговой линии — 46 км, глубина — 1,2 м.
Река Тундик впадает в Карасор с запада. Форма озера неправильная, сильно изрезанная, с южным и западным выступом. Хотя оно редко пересыхает, в годы засухи уровень Карасора опускается, и его южный выступ может превратиться в отдельное озеро, также известное как Жинишкесор (Жіңішкесор). В окрестностях находится ряд озер поменьше, самое большое — Актомар, 2 км на северо-запад. Алкамерген находится в 50 км на запад.